# Parapurcellia rumpiana
Espèce
Synonymes
- Purcellia rumpiana Lawrence, 1933

Parapurcellia rumpiana est une espèce d'opilions cyphophthalmes de la famille des Pettalidae.

## Distribution
Cette espèce est endémique du KwaZulu-Natal en Afrique du Sud. Elle se rencontre vers Pietermaritzburg.

## Description
Les femelles syntypes mesurent 1,9 mm et 2 mm.
Les mâles mesurent de 1,7 à 1,8 mm et les femelles de 1,9 à 2,1 mm.

## Systématique et taxinomie
Cette espèce a été décrite sous le protonyme Purcellia rumpiana par Lawrence en 1933. Elle est placée dans le genre Parapurcellia par Rosas Costa en 1950.

## Publication originale
- Lawrence, 1933 : « The harvest-spiders (Opiliones) of Natal. » Annals of the Natal Museum, vol. 7, no 2, p. 211–241.